# Festuca takedana
Festuca takedana är en gräsart som beskrevs av Jisaburo Ohwi. Festuca takedana ingår i släktet svinglar, och familjen gräs. Inga underarter finns listade i Catalogue of Life.